# Етнокультурні регіони України
Етнокультурні регіони України — поширення української мови, тобто історичні етнокультурні регіони, де проживають українці.
Історико-етнокультурні регіони України можна поділити на 3 частини: Західна Україна (Волинь, Закарпаття, Північна Буковина, Північна Мармарощина, Східна Галичина), Східна Україна (Поділля, Наддніпрянщина, Слобожанщина) та українські території поза офіційною територією, що входять в етнічні території Україні (Берестейщина, Донщина, Західна Галичина, Кубань, Підляшшя, Стародубщина та Холмщина, які розташовані в Республіці Білорусь, Республіці Польща та Російській Федерації).

## Історичні та етнографічні регіони України
Адміністративно, сучасна Україна поділяється на 25 областей (п'ять з яких зараз тимчасово окуповані Росією: частина Донецької, Луганської, Херсонської та Запорізької областей і Автономна Республіка Крим). Історико-етнокультурно ж регіони України можна поділити на 3 частини: Західна частина України, Східна частина України (або Наддніпрянська Україна) та Українські території поза офіційною територією України (це Кубань, Донщина, та частково Слобожанщина які розташовані в Росії).

### Західна частина України
- Західна Україна  — в широкому сенсі охоплює Галичину, Західну і центральну Волинь, Закарпаття та Буковину — тобто землі, які більшу частину своєї історії до минулого століття знаходились під владою держав — західних сусідів України: Польщі, Угорщини, Австрії. Конфесіональні особливості — багато греко-католиків («уніатів») та католиків.
  - Східна Галичина — ядро Західної України у басейні Верхнього Дністра і Північному Прикарпатті. Серед українських земель зазнала найбільшого впливу Польщі (XIV — XVIII ст., 1918—1939 рр.).  У повоєнні роки — основний регіон повстанського антирадянського руху. Сільське, лісове господарство, видобуток бурого вугілля, нафти і газу; туризм (Карпати, мінеральні води). Основні міста: Львів (промисловий, культурний і духовний центр всієї Західної України), Тернопіль, Івано-Франківськ (Станіслав), Дрогобич, Трускавець, Стрий, Самбір.
  - Волинь — землі у басейні правих припливів Прип'яті (Стира, Горині, Случі). Північніше починається Прип'ятське Полісся, яке іноді долучають до складу Волині, а іноді виокремлюють у особливий регіон. Умовно Волинь поділяється на Східну, яка тяжіє до Центральної України (до Звягеля і Шепетівки) і Західну, яку було анексовано до УРСР 1939 року. Центральна частина регіону у роки 2-ї Світової війни — центр повстанського визвольного руху. Сільське і лісове господарство. Основні міста: Ковель, Луцьк, Рівне, Шепетівка, Звягель, Житомир.
  - Полісся — особлива історико-етнографічна область на північних кордонах України і в південній Білорусі — від Берестя до Правобережжя Десни, частина колишньої прабатьківщини слов'ян, давня етноконтактна зона. Частина Полісся входить до складу Західної  України, а центральна тяжіє до Наддніпрянщини. Північне Подесення географічно належить до Східного Полісся, але історично це — ядро Чернігівщини. Полісся — край прип'ятських лісів і боліт. Основні міста: Ковель, Сарни, Коростень, Малин, Овруч.
  - Закарпаття — ділянка земель у Центрі Європі між південними схилами Карпат і р. Тисою, з давніх давен населених українцями. Майже всю історію знаходилось під владою Угорщини і тільки після 2-ї Світової війни потрапило до складу УРСР, але, попри це, зберегло етнічну приналежність до України. Закарпаття — край виноградників, лісів, стрімких річок і гірських курортів; ворота до Центральної Європи — тільки тут Україна межує з Угорщиною і Словаччиною. Основні міста: Ужгород, Мукачево, Чоп.
  - Північна Буковина — верхів'я річок Прут і Серет на правому березі Дністра. Колись — порубіжжя Київської Русі. Пізніше потрапило під вплив Молдовського князівства, а згодом — Османської та Австрійської імперій. Після 1812 р. східна частина разом з Бессарабією увійшла до складу Російської імперії. У 1918 р., після краху Російської та Австрійської імперій, Буковина разом з Бессарабією була окупована Румунією. Вказані землі перейшли до складу СРСР тільки 1940 р. На Буковині розвинуте сільське і лісове господарство, тут одна з найвищих в Україні густота сільського населення. Поширена прикордонна (з Румунією) торгівля. Основні міста: Чернівці, Хотин (середньовічна фортеця).| Ця стаття є частиною серії статей про народ                                                                                                                                                                                                                                                                                                                                                                                                                                                                                                                                                                |
| Українці |
| |
| Культура - Архітектура - Кухня - Кіно - Література - Мода - Музика - Народне мистецтво - Образотворче мистецтво - Спорт - Театр - Танці |
| Українська діаспора - Австралія - Австрія - Аргентина - Африка - Бельгія - Білорусь - Болгарія - Боснія і Герцеговина - Бразилія - Велика Британія - Венесуела - Колумбія - Вірменія - Естонія - Греція - Грузія - Ірландія - Іспанія - Італія - Казахстан - Канада - Киргизстан - Китай - Латвія - Литва - Північна Македонія - Мексика - Молдова - Німеччина - Нова Зеландія - Парагвай - Польща - Португалія - Росія - Румунія - Сербія - Словаччина - Словенія - США - Угорщина - Узбекистан - Уругвай - Філіппіни - Фінляндія - Франція - Хорватія - Чехія - Чорногорія - Швейцарія - Швеція - Японія |
| Етнографічні групи - Батюки - Бойки - Волиняни - Галичани - Гуцули - Кубанці - Лемки - Литвини - Наддніпрянці - Ополяни - Підляшани - Пінчуки - Подоляни - Покутяни - Поліщуки - Русини - Сіверяни - Слобожани - Харцизи |
| Релігія - Християнство - Православ'я - Православна церква України - УПЦ МП - Католицизм - РКЦ - УГКЦ - Протестантизм - Церква Ісуса Христа Святих останніх днів - Іслам - Юдаїзм - Буддизм - Рідновірство - Атеїзм |
| МовиУкраїнська та її діалекти |
| Інші статті - Україна - Знамениті українці - Історія України - Всесвітні форуми українців - Голодомори - Етнокультурні регіони - Розселення - Етногенез українців - Етноніми українців - Українські прізвища - Українські меценати - Український родовід |
| Портал «Україна» |
| - п - о - р |

### Східна частина України (або Наддніпрянська Україна)
- Східна Україна (також «Наддніпрянська Україна»)— східна частина України, яка у XIV–XVI століттях була спочатку у складі Великого князівства Литовського, потім з 1569 року після підписання Люблінської унії та до 1654 року після Переяславської ради та підписання Березневих статей була у складі Речі Посполитої, й після 1654 опинились у складі Московії.

Згадана Переяславська рада та підписання Березневих статей про приєднання Гетьманською України до Московії, спричинило так званий період Руїни в Україні та панування більше як на 2/3 українських земель Московії. Цей період ознаменувався подальшим поділом Наддніпрянської України на Лівобережну (яка остаточно перейшла під контроль Росії наприкінці XVII ст.) та Правобережну, яка ще понад 100 років залишалась під владою Речі Посполитої. Надалі поняття "Наддніпрянська Україна" поширилось на всю Східну і Південно-Східну Україну (тобто на Слобожанщину, Донбас, Приазов'я, Запорожжя/Придніпров'я) тощо.
Північна Наддніпрянська Україна
- - Поділля — українські землі по берегах Південного Бугу (окрім нижньої частини басейну), а також на лівому березі Середнього Дністра. Заселені предками українців ще у сиву давнину, але сусідство зі степом ніколи не робило життя тут спокійним. Зараз це — живописний сільськогосподарський край. Міста: Вінниця, Хмельницький, Кам'янець-Подільський (старовинне місто-фортеця).
  - Київщина — землі у басейні Середнього Дніпра, по правому берегу, в тому числі м. Київ з околицями. Саме навколо Києва у ранньому Середньовіччі склався основний центр східних слов'ян, а пізніше — і центр першої східнослов'янської держави. Але ще до монгольської навали 1240 р. цей край почав втрачати минуле значення і, зокрема, внаслідок династичних конфліктів на Русі. Поступове відродження Києва почалося лише після того, як він опинився вглибині російської території, тобто з початку XIX ст. У теперішній час — ядро українських земель, всередині якого знаходиться столиця України — м.Київ. Переважно сільськогосподарський край. Інші значні міста — Черкаси , Біла Церква.
  - Чернігівщина, також Чернігово-Сіверщина, або навіть взагалі Сіверщина. Давній край на лівому березі Дніпра, по Десні. Колишні землі племен полян і сіверян. Виокремились ще у ХІ ст. з утворенням Чернігівського князівства. Пізніше зі складу князівства виділилось Новгород-Сіверське (звідки і називають іноді схід Чернігівщини Сіверщиною). Чернігівщину також включають до складу Полісся як його східну частину. Розвинуті сільське господарство і лісозаготівля. Основні міста: Чернігів, Конотоп, Ніжин, Глухів, Новгород-Сіверський, Шостка, Путивль.
  - Полтавщина — Лівобережна Україна між Чернігівщиною, Слобожанщиною та Запоріжжям (р.Оріль), її південна частина по ріках Сула, Псел, Ворскла. Вперше ці землі виокремились ще до монгольської навали як Переяславське князівство, яке було монголами ліквідоване. Край перетворився на спустошене степове порубіжжя і довгий час являв собою майже одне ціле з Чернігівщиною, особливо після того, як ці землі були разом приєднані до Росії у XVII ст. Полтавщина — край дивовижних краєвидів, широких ланів, перелісків і чистих річок між живописних пагорбів. Основні міста: Полтава, Кременчук, Лубни, Пирятин.
- Степова Україна — історичний край держави, заселений українцями переважно протягом XVI–XIX ст. (на відміну від Центральної та Західної України, заселеної корінним населенням ще з давніх часів). Клімат тут більш посушливий, теплий і континентальний. Етнічна відмінність — менший відсоток українців: якщо в Центральній і Західній Україні вони становлять 90,7% населення, то у Південно-Східній Україні їх 64,3%; росіяни тут складають вагому частку — 29,1%, а у Криму становлять більшість населення — 58%. Відрізняється український степ і розміщенням населення: у містах тут мешкає 77,3% всього населення (на Заході і в Центрі країни — 63,4%). Міста ці є основними промисловими центрами держави: Харків, Дніпро, Одеса, Донецьк, Кривий Ріг, Маріуполь, Миколаїв, Луганськ. У імперських документах цей край, який складався раніше з земель Запорізького Війська, володінь Кримського ханства (Приазов'я і Крим) і володінь імперії (у Причорномор'ї), з XVIII ст. мав назву «Новоросія», що викривляло його етнічну приналежність, історичні зв'язки і територіальну наближеність до стародавніх українських земель.

Український степ складається з таких земель:
Південна Наддніпрянська Україна
- - Донбас — Донбас та навколишні степи. Промисловий регіон, господарство якого засновано переважно на видобутку вугілля та чорній металургії. До середини XIX століття — відсталий малозаселений регіон. Розвиток почався після відкриття родовищ вугілля і початку його промислового видобутку у другій половині XIX століття. Донбас швидко перетворився на край шахт, металургійних підприємств та робітничих селищ з вихідцями з багатьох районів України та Росії. У теперішній час тут — найбільша кількість міст і селищ і найвища в Україні густота населення. Основні міста: Донецьк, Луганськ, Макіївка, Горлівка, Краматорськ, Лисичанськ.
  - Придніпров'я — степові землі навколо закрута Дніпра. У XVI–XVIII століттях — база запорізького козацтва, «буфер» між ногайськими степами на південному кордоні та внутрішніми областями Речі Посполитої, «форпост» українців на південному сході. Після ліквідації Запорізької Січі у 1775 році назва краю — Запоріжжя — поступово була витіснена новою назвою — «Новоросія» — за назвою Новоросійської губернії (пізніше — Катеринославська губернія), яку було засновано на колишніх землях запорожців. У теперішній час — край розвинутого хліборобства, гірничо-видобувної промисловості (залізна та марганцева руда, вугілля, газ), чорної металургії та машинобудування. Основні міста: Дніпро, Запоріжжя, Кривий Ріг, Кропивницький, Кам'янське, Нікополь, Павлоград.
  - Приазов'я — українські землі вздовж північного узбережжя Азовського моря. У середньовіччі — північна («материкова») частина Кримського ханства, населена кочовиками-ногаями. У XIX столітті — «Північна Таврія» (північна частина Таврійської губернії). Сухі степи. Край землеробства та тваринництва. Приморські містечка та селища — місце недорогого літнього відпочинку. Серед особливостей — значний відсоток неукраїнського населення — греків (біля Маріуполя), болгар, росіян (район Мелітополя — Бердянська) — нащадків «катерининських» колоністів. Значні міста: Мелітополь, Бердянськ, Маріуполь, Генічеськ.
  - Північне Причорномор'я, Південна Україна — землі по північному узбережжю Чорного моря. Приєднані до Російської імперії у 1774–1812 роках в результаті низки воєн з Османською імперією. Південна Бессарабія (Буджак) передана у склад УРСР у 1940 році, після приєднання до СРСР Бессарабії і утворення Молдавської РСР. Основні міста: Одеса, Миколаїв, Херсон. Місто Одесу, беручи до уваги її самобутність, можна виділити у окремий підрегіон.
  - Крим — півострів Кримського ханства. За часів новітнього часу контролював кочових ногаїв українського степу, іноді були союзні відносини із козацькою спільнотою, втім проводились набіги татарами. Наприклад, відоме порозуміння Шагін-Гірея з гетьманом Михайлом Дорошенком, коли протягом цілого 1624 р. запорозький флот нападав на османські галери. Військо Запорізьке Низове від середини XVII ст. дуже часто укладала з Кримом союзи в боротьбі проти Речі Посполитої і Московського царства. Відомий успішний похід козацького війська через Перекоп до Бахчисарая в 1628 році на захист Шагін-Гірея від московських військ під проводом Кантеміра. 1784 року було створене Бузьке козацьке військо, згодом назване Славним Чорноморським військом, під проводом військового судді на Запорожжі полковника Антона Головатого. Власне, заслугою цього війська було здобуття сильних твердинь, будованих французькими і голландськими інженерами на острові Березані, - Очакова, Кінбурна, Гаджибея (Одеси) і взагалі цілого Чорноморського узбережжя й Криму протягом років 1783—1790. Населення Криму на 1795 рік  становило 156 400 осіб (87,6% кримських татар, 4,3% росіян, 1,9% греків, 1,7% циган, 1,5% караїмів, 1,3% українців, 0,8% євреїв, 0,6% вірменів, 0,1% німців, 0,1% болгар) на 2001 рік - 2024056 чоловік (58,3% росіян, 24,3% українців, 12,1% кримських татар, 1,4% білорусів, 0,5% татар, 0,4% вірмен, по 0,2% євреїв, поляків, молдован, азербайджанців, по 0,1% узбеків,корейців, греків, німців, мордви, чувашів, циган, болгар, грузинів і марійців, а також караїми,кримчаки та інші). Слід зазначити, що в 1944 році сталася примусова депортація кримськотатарського населення, під час якої з Криму було виселено понад 180 000 осіб. В самому Криму географічно виділяється Південне узбережжя з середземноморським кліматом і гірським рельєфом. В античні часи і у ранньому середньовіччі узбережжя Криму — «форпост» давньогрецького світу на півночі, на кордоні з варварським світом. Великі міста Криму: Сімферополь, Севастополь, Керч, Євпаторія, Феодосія.
  - Окремо також можна відмітити такі своєрідні міста, як Одеса і Севастополь — військово-морська база Чорноморського флоту.

### Українські території поза офіційною територією України: Кубань, Донщина
Слід також зазначити ті землі, які територіально ніколи не належали до України (в усіх її державних утвореннях), але були початково колонізовані та заселені українцями. Це землі, які зараз переважно належать Росії: Кубань та Донщина. Після 1793 року, та знищення російською імператрицею Катериною II Запорозької Січі, ці дві території активно колонізували залишки українських запорозьких козаків. Однак, хоча якщо ще у першій половині ХХ ст. українці складали тут переважну більшість, то політика Росії по асиміляції призвела до кардинально протилежної ситуації: було практично повністю винищено всіх українців Кубані та Донщини й відсоток населення, який ще й досі володіє та спілкується українською, станом на початок XXI ст. впав тут фактично до нуля.

## Історія
Процес формування регіональної етнічності поділяється на три основних етапи. Перший охоплює 6—10 ст. і пов'язаний із етноплемінними утвореннями, що виявилося, зокрема, у їх самоназвах. Останні свідчать про усвідомлення людьми їхньої причетності до окремих племен, племінних союзів або субетнічних утворень у складі окремих племен. Адже населення ранньосередньовічного періоду називало себе полянами, деревлянами, сіверянами, дулібами, волинянами, бужанами, уличами, тиверцями, білими хорватами, русами. Спільною їхньою назвою наприкінці першого періоду стає етнонім «русь (русичі, руські люди)».
Другий етап тривав у 11—14 ст. з процесом дроблення держави на окремі етнотериторіальні частини, головною одиницею серед яких була земля. Вона являла собою територіально-політичне утворення, що на першому етапі залишалося залежним від центральної київської влади, а в міру здобуття «княжого столу» набувала більшої самостійності й навіть незалежності. Однією з перших і головних таких земель стала Київщина, що зароджувалася на етнічному ґрунті Русі, а відтак і Галичина, Чернігівщина, Сіверщина, частково Переяславщина, Підкарпатська Русь, Холмщина, Перемишлянщина, Берестейщина, Підляшшя, Волинь, Поділля, Надбужжя.
Здобуття окремими територіальними утвореннями статусу землі фіксувалося офіційними документами — грамотами, що означало їх відносну самостійність. Тривалість такої самостійності відбивалася на етнокультурних особливостях населення землі, спричинивши до поступової трансформації землі як політично-територіального утворення в етнічну землю. Про етнокультурну своєрідність етнічної землі писав відомий етнограф 19 ст. Микола Симашкевич: «Мешканці, що її населяли, вважалися нібито окремою нацією і тому мали свої особливі закони та звичаї, свої, так би мовити, національні права й переваги, своїх особливих правителей, котрі титулувалися князями, господарями та дідичами землі».
Самостійність земель була відносною, оскільки Київ регулював у них політичне управління, нерідко з цією метою змінюючи в них правителів. Щодо економічних зв'язків, то вони ніколи не обмежувалися кордонами землі, а виходили далеко за межі не тільки свого краю, а й Київської Русі. Показовими в цьому плані є «торжища» на київському Подолі, відкриті археологами, що являли собою колонії для купців як всіх східнослов'янських земель, так і земель скандинавських, візантійських, германських тощо.
Поширення міжземельних економічних зв'язків позитивно позначалося на формуванні схожих етнокультурних рис населення Руси-України, попри досить усталену локальну, власне земляцьку своєрідність етнічності. Головним проявом етнокультурної інтеграції було поширення спільного етноніма — русичі та етнополітоніма — Русь (Київська Русь). Отже, структура етнічності другого етапу, хоч і мала розмаїту варіативність, відзначалася й багатьма спільними ознаками.
Регіональна своєрідність етнічності населення України різко окреслюється на третьому етапі — 15—19 ст. — у зв'язку з колонізацією її окремих земель сусідніми державами: Великим князівством Литовським, Річчю Посполитою, Австро-Угорською імперією, Османською імперією, Румунським королівством, Російською імперією, а згодом, у 16—18 ст., — колонізацією українцями «вільних», «слободних» земель Півдня та Сходу.
Колонізація окремих українських земель іншими державами і народами територіальне розмежувала людність України, стримуючи процес її етнокультурної консолідації і формуючи водночас регіональність культури. Адже будь-яка держава, що заволоділа частиною України, відзначалася своєрідністю і політичного устрою, і соціально-економічного розвитку, і національного складу, і релігії. Все це разом сприяло локалізації етнокультурної спільності мешканців України, етнічність яких урізноманітнювалася й внаслідок міграції в Україну населення з країн-колонізаторів: угорців, поляків, румунів, євреїв, росіян та ін.

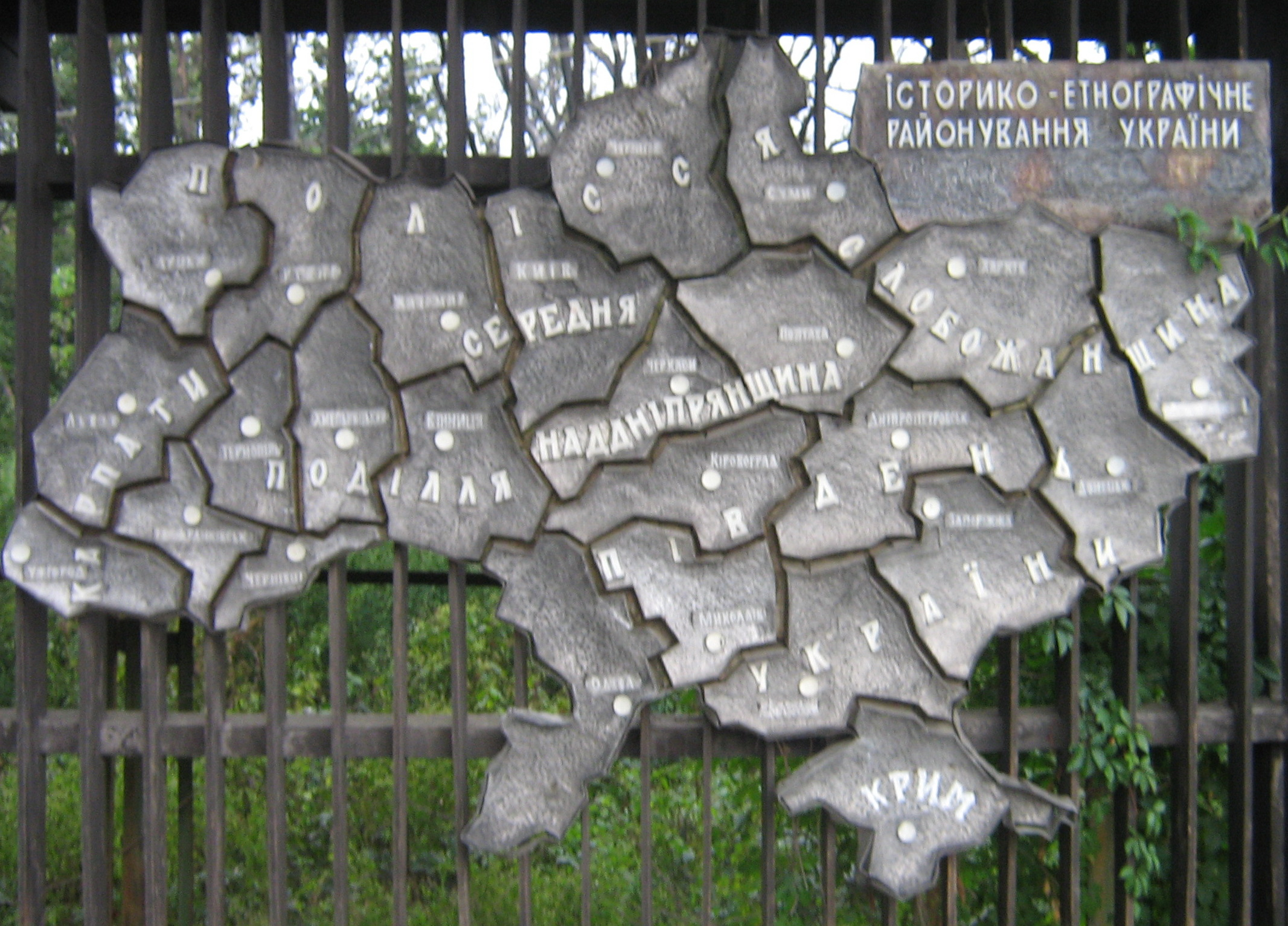
Історико-етнографічне районування України. Карта в музеї народної архітектрури та побуту в Пирогово.

Прослідковується така закономірність формування історично-етнографічних регіонів під дією усіх зазначених чинників: чим міцнішими виявлялися етноізоляційні бар'єри, чим тривалішими вони були, тим розмаїтішою була етнічна структура населення, і чим більше несхожою виявлялася культура, привнесена на український ґрунт, тим виразнішою ставала етнічність регіону, вирізняючись із загальноукраїнської етнічності. Етнічність регіонів набувала крайових ознак, причому зазвичай в структурі всіх їхніх характеристик: у формуванні крайових самоназв, регіональної самосвідомості, зональних форм традиційно-побутової культури, мовних діалектів та антропологічних груп.
Колонізація українських земель відбувалася без врахування кордонів колишніх земель, міжземельних об'єднань або етноплемінних союзів, хоча поодинокі винятки й були. По суті, не змінилися етнокультурні кордони Підкарпатської Русі, захопленої Угорщиною; Буковини, що колонізувалася у різні часи різними країнами. Інші колонізовані частини України не відповідали колишнім територіальним одиницям. Таким чином створювався інший образ й інші кордони нового територіального об'єднання, в межах якого давалися взнаки й давні, часом навіть архаїчні кордони: чи то давніх земель, чи то стародавніх племінних утворень.
Отже, історично склалося так, що на території України формувалася складна система різноманітних історично-етнографічних та етнокультурних регіональних одиниць: одні з них повторювали кордони літописних східнослов'янських племен, інші — союзів племен, треті — земель, четверті — кордони колонізованих сусідніми країнами районів, п'яті — межі новоосвоєних українським населенням земель.
Певне значення для етно-регіональної розмаїтості мала також географічна своєрідність країни, її великі природні області: рівнинна, гірська, поліська, в межах яких історично розселялися різні племінні утворення. Навіть якщо їхні мешканці мали відмінну первинну культурну основу, тривало проживаючи в однакових природних умовах, згодом набували схожих культурних рис з іншими племенами цієї природної зони. Така етнокультурна трансформація з часом визначила зональність регіональної культури, що залежала ще й від характеру міжплемінних, міжземельних або міжетнічних спілкувань.
Звичайно, природно-географічні умови мали суттєвий вплив на етніку, зокрема на традиційно-побутову культуру, етнічний характер, ментальність, заняття людей, обумовлюючи таким чином додаткову систему своєрідної локальності культури. Нерідко траплялося так, що населення краю, мешкаючи тривалий час за однакових історичних умов, суттєво різнилося за природними умовами. І навпаки, проживаючи в схожих природних умовах, відрізнялося за історично-культурними ознаками.
Усе розмаїття територіальної етнічності населення України, що формувалося історично та під впливом природних чинників, можна подати у вигляді такої системи різнорівневих етно-територіальних одиниць:
1. Природно-історичні області;
2. Історично-етнографічні регіони;
3. Історичні зони;
4. Етнографічні (етнокультурні) райони.

Природно-історична область — найбільш усталена одиниця, оскільки визначальним ядром у ній є географічне середовище. Саме воно відбилося на формуванні спільних рис у заняттях і культурі, як правило, кількох етноплемінних утворень або земель. В Україні можна виділити чотири основні природно-історичні області: Полісся, Карпати, Лісостеп (Рівнину) та Степ. Кожна з областей поділяється своєю чергою на низку зон. Наприклад, Полісся — на Західне (Волинське), Центральне (Київське) та Східне (Чернігівське); Карпати — на Передкарпаття, власне Карпати і Закарпаття; Рівнина — на Лівобережжя (Дніпра) і Правобережжя; Степ — на Східний (Донбас), Центральний (Таврію) і Західний (Буджак).
Історично-етнографічний регіон — це етнотериторіальне утворення в рамках усього етносу, що за історичною долею та етнічним образом населення є самобутнім. Його назви зафіксовані в історичних документах, крайовій символіці та в історичній пам'яті людей. Це — основна одиниця в системі районування, оскільки пов'язана із давнім етнічним корінням, ґрунтуючись, як правило, на племінній основі, оскільки її історично-етнографічні особливості визначалися і певною своєрідністю природних умов.
В Україні історично склалося п'ятнадцять історично-етнографічних регіонів[джерело?]: Середня Наддніпрянщина, Полісся, Волинь, Поділля, Галичина, Підкарпатська Русь (Підкарпатська Україна), Буковина, Покуття, Південна Бессарабія, Таврія, Крим, Запорізька Січ, Донщина, Слобожанщина і Сіверщина.
Головною складовою історично-етнографічних регіонів є колишня земля, що з часом набувала значення історичної області. Вона окреслює зональний тип регіональної культури, котрий вирізняється своєрідністю, зберігаючись у пам'яті людей як символ етнічної історії. Часто історична зона фіксує етапи розселення давнього населення або стадії освоєння нових земель, нарешті, вона є пам'яттю про ті землі, що були виокремлені від материнського українського етнічного масиву. Серед найдавніших земель відомі Надбужжя, Холмщина, Перемишльщина, Галицька земля, Наддністрянщина, Надпруття, Подесіння, Надросся, Надтясминщина, Переяславщина, Надпоріжжя, Буджак, Надслуччя, Подоння; серед земель, освоєних українським людом, найбільш відомі «задніпровські місця»: Українська лінія, Нова Слобода, Нова Сербія, Слов'яносербія, Новоросія, а серед земель, що колись становили єдиний етнічний масив України, — Кубанщина, Мармарощина, Берестейщина, Сновська земля.
Усі названі складові системи історично-етнографічних регіональних утворень — поліетнічні, включають у переважно українську основу іншоетнічні субстрати. Виняток становлять етнографічні утворення, що формувалися лише на українському етнічному ґрунті як прояв певних історичних процесів: або як результат трансформації давніх племен, або як наслідок впливу культури сусідніх держав на певні українські землі. Такі утворення — етнографічні групи — мають своєрідні риси в традиційно-побутовій культурі; вони відзначаються двома рівнями етнічної самосвідомості — на рівні етнографічної групи і на загальноукраїнському рівні — та притаманними діалектами.
На українському етнічному ґрунті нині зберіглося п'ять етнографічних груп: гуцули, бойки, лемки, поліщуки та литвини.